# Villalta (Jalisco)
Villalta es una localidad del estado mexicano de Jalisco. Es parte del municipio de Tlajomulco de Zúñiga. Fue fundada el 27 de junio de 2013.

## Demografía
| Censo | Población |
| ----- | --------- |
| 2020  | 4 384     |